# Siegfried Bettmann (Unternehmer)
Siegfried Bettmann (* 18. April 1863 in Nürnberg, Königreich Bayern; † 23. September 1951 in Coventry) war ein Fahrrad-, Motorrad- und Autohersteller, Gründer der zweitältesten, noch produzierenden Motorradmarke Triumph Motorcycle Company und Bürgermeister der Stadt Coventry 1913.

## Leben

### Junge Jahre
Als neunter Sohn des jüdischen Holzgroßhändlers und Namensgebers der Ortschaft Bettmannsäge Meier Bettmann übersiedelte er 1885 mit 21 Jahren nach England und ließ sich in Coventry nieder. Zuerst arbeitete er ein halbes Jahr bei der Kelly & Co., einem englischen Branchenbuchverlag. Danach nahm er eine Anstellung als Übersetzer bei der White Sewing Machine Co. an und arbeitete dort, aufgrund seiner fundierten Fremdsprachenkenntnisse, als Handelsvertreter für Nordeuropa. 1895 heiratete er die aus Coventry stammende Annie Meyrick und nahm die britische Staatsbürgerschaft an.

### Jahre als Geschäftsmann
Bettmann gründete im Jahre 1884 die Firma S. Bettmann & Co und begann in London, Fahrräder und Nähmaschinen aus Deutschland, die er von der William Andrews Company of Birmingham bezog, mit dem Namen Triumph zu verkaufen. 1886 wurde die Firma in Triumph Cycle Company umbenannt. 1887 wurde die Firma unter dem Namen New Triumph Co. Ltd registriert und Mauritz Johann Schulte, ein Nürnberger Ingenieur, trat als Partner bei. Mit der finanziellen Hilfe seiner Eltern in Höhe von 650 £ wagte er den Schritt vom reinen Vertrieb in die Produktion von Fahrrädern mit dem Markennamen Triumph in Coventry. 1896 gründete er die deutsche Tochterfirma Triumph Werke Nürnberg (Orial TWN).
1902 wurde in den firmeneigenen Hallen in der Munch Park Street das erste Triumph-Motorrad gebaut. Es handelte sich dabei um einen belgischen Minerva-Motor mit 363 Kubikzentimetern Hubraum und einer Leistung von 2,25 PS, der in einen Triumph-Fahrradrahmen eingefügt wurde. 1907 zog die Firma in eine ehemalige Mühle in die Priory Street um. Im Jahre 1909 erweiterte Bettmann das Produktangebot um Schreibmaschinen und kaufte deswegen die Schreibmaschinenwerke Kührt & Riegelmann auf.
1913 wurde die deutsche Tochterfirma TWN wegen des drohenden Ersten Weltkriegs abgespalten. Als erster nicht in England geborener Einwohner wurde er im selben Jahr Bürgermeister der Stadt Coventry. Dieses Amt musste er aber 1914, aufgrund seiner deutschen Herkunft, wieder abgeben. Ebenfalls 1914 gründete er mit seiner Frau die Annie Bettmann Stiftung, die Bewohnern der Stadt Coventry im Alter zwischen 18 und 40 Jahren bei der Existenzgründung helfen sollte. Zwei Wochen nachdem Großbritannien Deutschland den Krieg erklärt hatte, erhielt er am Samstagnachmittag von Hauptmann C. V. Holdsworth des Army Service Corps den Auftrag, 100 Motorräder für den Krieg in Frankreich zu liefern. Dieser Hauptmann wurde später sein Geschäftsführer. Bettmann und seine Belegschaft arbeiteten das ganze Wochenende hindurch, um die Motorräder am Sonntagabend zum Verladebahnhof in Coventry zu liefern. Die britische Armee bestellte darauffolgend große Partien des Motorrads Model H „Trusty“ (550 cm³). Die Firma wurde somit bis 1918 zum größten Motorradhersteller Großbritanniens.
1921 wurde mit dem Kauf der Dawson Car Company auch die Automobilherstellung ins Portfolio aufgenommen. Das erste Triumph-Automobil war das Modell 10/20. Im Jahre 1930 wurde die Firma in Triumph Motor Company umbenannt. In diesem Jahr stiftete Bettmann auch ein Denkmal für die 66 gefallenen Mitarbeiter auf dem London-Road-Friedhof.
1936 kam die Firma in eine finanzielle Schräglage und Bettmann musste sich von den Sparten Fahrrad- und Motorradbau trennen. Die Motorradfirma wurde vom Industriellen und Philanthropen Jack Sangster, dem Besitzer von Ariel, aufgekauft und in Triumph Engineering Co Ltd. umbenannt.

### Späte Jahre
Mit dem Ausbruch des Zweiten Weltkrieges zog sich Bettmann komplett aus dem Geschäft zurück, um seinen Ruhestand mit seiner Frau und seiner Familie auf seinem Anwesen Elm Bank zu verbringen. Dabei musste er auch den schweren Luftangriff auf Coventry am 14. November 1940 miterleben, bei dem die Werkshallen vollständig zerstört wurden. Siegfried Bettmanns Erfolg machte ihn in seinem Leben auch zum Präsidenten der Coventry Liberal Association und Gründer der Handelskammer von Coventry. Auch war er bekennender Freimaurer. Am 23. September 1951 starb Siegfried Bettmann auf seinem Anwesen im Alter von 88 Jahren.